# 野盗風の中を走る
『野盗風の中を走る』（やとうかぜのなかをはしる）は、1961年11月22日に公開された、監督稲垣浩、主演夏木陽介の時代劇映画。戦国時代を舞台に、向坂衆なる野盗集団の活躍を描いた作品である。

## スタッフなど
- 製作：田中友幸
- 監督：稲垣浩
- 脚本： 井手雅人、稲垣浩
- 撮影：山田一夫
- 美術：植田寛
- 編集 : 黒岩義民
- 音楽：石井歓
- 助監督 : 高瀬昌弘[5]、小谷承靖[5]、松本正志[5]
- 主題歌 : 「野盗風の中を走る」、「おかよ恋唄」: 雪村いづみ
- 擬斗 : 久世龍

## 配役
- 夏木陽介 : 独眼の太郎
- 佐藤允 : はやての弥藤太
- 市川染五郎 : つっ走りの源
- 雪村いづみ : かよ
- 松本幸四郎 : 田坂将監
- 中村万之助 : むっつりの弥助
- 中丸忠雄 : 水車の兵六
- 谷晃 : つむじ風の太十
- 田島義文 : 案山子の孫市
- 大木正司 : 榛名の武吉
- 鈴木治夫 : 彦四郎
- 権藤幸彦 : 万コロ
- 池田生二 : 村長翁丸
- 小杉義男 : 古老六郎次
- 大塚国夫 : 若者佐助
- 山本廉 : 与平
- 天本英世 : 甚吉
- 市川中車 : 明智源三郎義輝
- 富田仲次郎 : 大津川蔵人
- 村松恵子 : 館の女
- 向井淳一郎 : 茶店の亭主
- 馬野都留子 : 茶店の女房
- 津田光男 : 米屋の亭主
- 五十嵐和子 : 米屋の女房
- 大友伸 : 立札の侍
- 坂本晴哉 : 立札の侍
- 川村郁夫 : 立札の侍
- 若林映子 : さわ
- 田村奈巳 : さと
- 多々良純 : ナガ耳の五郎
- 笠智衆 : 住職円幽

## 併映作品
- 『猫と鰹節 ある詐話師の物語』